# (6334) Robleonard
(6334) Robleonard es un asteroide perteneciente al cinturón de asteroides, región del sistema solar que se encuentra entre las órbitas de Marte y Júpiter.
Fue descubierto el 27 de junio de 1992 por Gregory J. Leonard desde el Observatorio Palomar.

## Designación y nombre
Designado provisionalmente como 1992 MM fue nombrado así en honor al padre del descubridor, Robert David Leonard Sr. 

## Características orbitales
(6334) Robleonard está situado a una distancia media del Sol de 2,407 ua, pudiendo alejarse hasta 2,502 ua y acercarse hasta 2,312 ua. Su excentricidad es 0,039 y la inclinación orbital 3,316 grados. Emplea 1363,91 días en completar una órbita alrededor del Sol.

## Características físicas
La magnitud absoluta de (6334) Robleonard es 13,67. Tiene 5,028 km de diámetro y su albedo se estima en 0,334.